# Porsche 970 Panamera
Porsche 970 Panamera är en fyrdörrars Porsche som lanserades 2009. 

## Panamera (2009-2013)

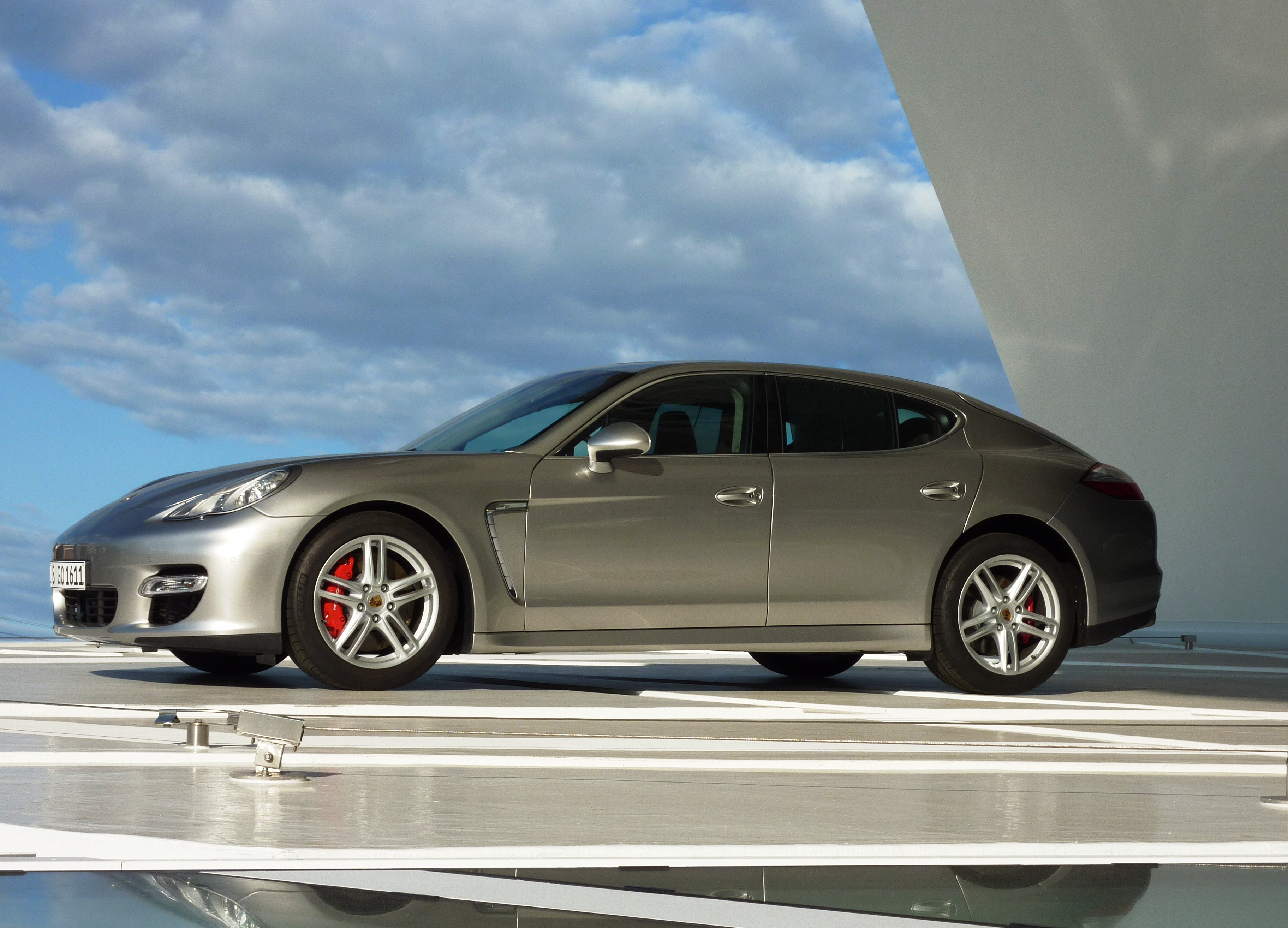
Porsche Panamera framför den nya Porsche-Museum

Det är oerhört dyrt att utveckla nya bilmodeller, och allt fler tillverkare försöker dela kostnaderna med andra för att genom större serier få ner kostnaden per bil.
Porsches kommande fyrdörrars sportsedan med arbetsnamnet "Panamera" kostar ungefär en miljard euro att utveckla. Den summan ser Porsche goda möjligheter att dela med Volkswagen - som en positiv effekt av att Porsche 2005 köpte cirka 20 procent av aktierna i VW-koncernen.
Bilen kommer att byggas vid anläggningen i Leipzig, där man idag bygger stadsjeepen Cayenne samt även 2006 slutfört produktionen av Carrera GT. Motorn kommer dock fortsatt att byggas vid Porsches huvudfabrik i Stuttgart-Zuffenhausen. Volkswagens fabrik i Hannover kommer att bidra med skalet. 
Dessutom kommer enligt samma uppgifter företagen att dela på utveckling och produktion av elektroniksystemet i den nya modellen. Porsche har visat sig kunna producera bilar mycket kostnadseffektivt, och Volkswagen räknar här med att få hjälp att skära sina kostnader markant.
De båda företagen samarbetar redan i dag genom att VW bygger råkarosserna till Porsche Cayenne, och tillsammans utvecklar man ett hybriddrivsystem som ska kunna utnyttjas av båda parter.
Porsche är ett lönsamt bilföretag. Nya mittmotorcoupén Porsche Cayman (som monteras av Valmet i Finland) säljer långt över förväntan, och under nästa verksamhetsår planeras en produktion på 10.000 Cayman-bilar.

### Tekniska data
| Porsche 970:                   | Panamera                                                                               | Panamera 4                                                         | Panamera Diesel                                                    | Panamera S Hybrid                                                  | Panamera S                                                                             | Panamera 4S                                                        | Panamera GTS                                                       | Panamera Turbo                                                     | Panamera Turbo S                                                   |
| ------------------------------ | -------------------------------------------------------------------------------------- | ------------------------------------------------------------------ | ------------------------------------------------------------------ | ------------------------------------------------------------------ | -------------------------------------------------------------------------------------- | ------------------------------------------------------------------ | ------------------------------------------------------------------ | ------------------------------------------------------------------ | ------------------------------------------------------------------ |
| Motor:                         | 6-cyl V-motor                                                                          | 6-cyl V-motor                                                      | 6-cyl V-motor turbodiesel                                          | 6-cyl V-motor med kompressor                                       | 8-cyl V-motor                                                                          | 8-cyl V-motor                                                      | 8-cyl V-motor                                                      | 8-cyl V-motor med turbo                                            | 8-cyl V-motor med turbo                                            |
| Cylindervolym:                 | 3605 cm³                                                                               | 3605 cm³                                                           | 2967 cm³                                                           | 2995 cm³                                                           | 4806 cm³                                                                               | 4806 cm³                                                           | 4806 cm³                                                           | 4806 cm³                                                           | 4806 cm³                                                           |
| Borrning x slaglängd:          | 89,0 x 96,4 mm                                                                         | 89,0 x 96,4 mm                                                     |                                                                    |                                                                    | 96,0 x 83,0 mm                                                                         | 96,0 x 83,0 mm                                                     | 96,0 x 83,0 mm                                                     | 96,0 x 83,0 mm                                                     | 96,0 x 83,0 mm                                                     |
| Max effekt vid varvtal:        | 300 hk vid 6 200 v/min                                                                 | 300 hk vid 6 200 v/min                                             | 250 hk vid 3 800 v/min                                             | 333 hk vid 5 500 v/min                                             | 400 hk vid 6 500 v/min                                                                 | 400 hk vid 6 500 v/min                                             | 430 hk vid 6 700 v/min                                             | 500 hk vid 6 000 v/min                                             | 550 hk vid 6 000 v/min                                             |
| Max vridmoment vid varvtal:    | 400 Nm vid 4 250 v/min                                                                 | 400 Nm vid 4 250 v/min                                             | 550 Nm vid 1750-2750 v/min                                         | 440 Nm vid 3 000 v/min                                             | 500 Nm vid 3500-5000 v/min                                                             | 500 Nm vid 3500-5000 v/min                                         | 520 Nm vid 3 500 v/min                                             | 700 Nm vid 2250-4500 v/min                                         | 750 Nm vid 2250-4500 v/min                                         |
| Ventilstyrning:                | Dubbla överliggande kamaxlar per cylinderrad, variabla ventiltider                     | Dubbla överliggande kamaxlar per cylinderrad, variabla ventiltider | Dubbla överliggande kamaxlar per cylinderrad, variabla ventiltider | Dubbla överliggande kamaxlar per cylinderrad, variabla ventiltider | Dubbla överliggande kamaxlar per cylinderrad, variabla ventiltider                     | Dubbla överliggande kamaxlar per cylinderrad, variabla ventiltider | Dubbla överliggande kamaxlar per cylinderrad, variabla ventiltider | Dubbla överliggande kamaxlar per cylinderrad, variabla ventiltider | Dubbla överliggande kamaxlar per cylinderrad, variabla ventiltider |
| Kylning:                       | Vätskekylning                                                                          | Vätskekylning                                                      | Vätskekylning                                                      | Vätskekylning                                                      | Vätskekylning                                                                          | Vätskekylning                                                      | Vätskekylning                                                      | Vätskekylning                                                      | Vätskekylning                                                      |
| Hybridsystem:                  | -                                                                                      | -                                                                  | -                                                                  | Elmotor på 34 kW                                                   | -                                                                                      | -                                                                  | -                                                                  | -                                                                  | -                                                                  |
| Kraftöverföring:               | 6-växlad växellåda, bakhjulsdrift Tillval: 7-växlad växellåda med dubbelkoppling (PDK) | 7-växlad växellåda med dubbelkoppling (PDK), fyrhjulsdrift         | 8-stegad automatlåda (Tiptronic S), bakhjulsdrift                  | 8-stegad automatlåda (Tiptronic S), bakhjulsdrift                  | 6-växlad växellåda, bakhjulsdrift Tillval: 7-växlad växellåda med dubbelkoppling (PDK) | 7-växlad växellåda med dubbelkoppling (PDK), fyrhjulsdrift         | 7-växlad växellåda med dubbelkoppling (PDK), fyrhjulsdrift         | 7-växlad växellåda med dubbelkoppling (PDK), fyrhjulsdrift         | 7-växlad växellåda med dubbelkoppling (PDK), fyrhjulsdrift         |
| Bromsar:                       | Ventilerade skivbromsar, ABS                                                           | Ventilerade skivbromsar, ABS                                       | Ventilerade skivbromsar, ABS                                       | Ventilerade skivbromsar, ABS                                       | Ventilerade skivbromsar, ABS                                                           | Ventilerade skivbromsar, ABS                                       | Ventilerade skivbromsar, ABS                                       | Ventilerade skivbromsar, ABS                                       | Ventilerade skivbromsar, ABS                                       |
| Hjulupphängning fram:          | Dubbla tvärlänkar                                                                      | Dubbla tvärlänkar                                                  | Dubbla tvärlänkar                                                  | Dubbla tvärlänkar                                                  | Dubbla tvärlänkar                                                                      | Dubbla tvärlänkar                                                  | Dubbla tvärlänkar                                                  | Dubbla tvärlänkar                                                  | Dubbla tvärlänkar                                                  |
| Hjulupphängning bak:           | Multilänkaxel                                                                          | Multilänkaxel                                                      | Multilänkaxel                                                      | Multilänkaxel                                                      | Multilänkaxel                                                                          | Multilänkaxel                                                      | Multilänkaxel                                                      | Multilänkaxel                                                      | Multilänkaxel                                                      |
| Kaross:                        | Självbärande kaross                                                                    | Självbärande kaross                                                | Självbärande kaross                                                | Självbärande kaross                                                | Självbärande kaross                                                                    | Självbärande kaross                                                | Självbärande kaross                                                | Självbärande kaross                                                | Självbärande kaross                                                |
| Hjulbas:                       | 2900 mm                                                                                | 2900 mm                                                            | 2900 mm                                                            | 2900 mm                                                            | 2900 mm                                                                                | 2900 mm                                                            | 2900 mm                                                            | 2900 mm                                                            | 2900 mm                                                            |
| Längd x bredd x höjd:          | 4970 x 1931 x 1418 mm                                                                  | 4970 x 1931 x 1418 mm                                              | 4970 x 1931 x 1418 mm                                              | 4970 x 1931 x 1418 mm                                              | 4970 x 1931 x 1418 mm                                                                  | 4970 x 1931 x 1418 mm                                              | 4970 x 1931 x 1418 mm                                              | 4970 x 1931 x 1418 mm                                              | 4970 x 1931 x 1418 mm                                              |
| Fälgar, däck:                  | Fram: 8Jx18 med 245/50 ZR18 Bak: 9Jx18 med 275/45 ZR18                                 | Fram: 8Jx18 med 245/50 ZR18 Bak: 9Jx18 med 275/45 ZR18             | Fram: 8Jx18 med 245/50 ZR18 Bak: 9Jx18 med 275/45 ZR18             | Fram: 8Jx18 med 245/50 ZR18 Bak: 9Jx18 med 275/45 ZR18             | Fram: 8Jx18 med 245/50 ZR18 Bak: 9Jx18 med 275/45 ZR18                                 | Fram: 8Jx18 med 245/50 ZR18 Bak: 9Jx18 med 275/45 ZR18             | Fram: 9Jx19 med 255/45 ZR19 Bak: 10Jx19 med 285/40 ZR19            | Fram: 9Jx19 med 255/45 ZR19 Bak: 10Jx19 med 285/40 ZR19            | Fram: 9Jx19 med 255/45 ZR19 Bak: 10Jx19 med 285/40 ZR19            |
| Tomvikt:                       | 1730 kg                                                                                | 1820 kg                                                            | 1880 kg                                                            | 2055 kg                                                            | 1770 kg                                                                                | 1860 kg                                                            | 1995 kg                                                            | 1970 kg                                                            | 1995 kg                                                            |
| Topphastighet:                 | 261 (259) km/h                                                                         | 257 km/h                                                           | 242 km/h                                                           | 270 km/h                                                           | 285 (283) km/h                                                                         | 282 km/h                                                           | 288 km/h                                                           | 303 km/h                                                           | 306 km/h                                                           |
| Acceleration 0 - 100 km/h:     | 6,3 s                                                                                  | 6,1 s                                                              | 6,8 s                                                              | 6,0 s                                                              | 5,6 (5,4) s                                                                            | 5,0 s                                                              | 4,5 s                                                              | 4,2 s                                                              | 3,8 s                                                              |
| Bränsleförbrukning per 100 km: | 11,3 (9,3) l                                                                           | 9,6 l                                                              | 6,5 l                                                              | 7,1 l                                                              | 12,5 (10,8) l                                                                          | 11,1 l                                                             | 10,9 l                                                             | 12,2 l                                                             | 11,5 l                                                             |

## Panamera facelift (2013-2016)
På bilsalongen i Shanghai i maj 2013 presenterades en uppdaterad Panamera. V8-motorn i Panamera S ersätts av en turboladdad V6:a. Hybrid-versionen ersätts av en starkare laddhybrid. 4S och Turbo erbjuds även i Executive-utförande med 15 cm längre hjulbas för ett rymligare baksäte.

### Tekniska data
| Porsche 970:                   | Panamera                                                           | Panamera 4                                                         | Panamera Diesel                                                    | Panamera S E-Hybrid                                                | Panamera S                                                         | Panamera 4S                                                        | Panamera GTS                                                       | Panamera Turbo                                                     |                                                            |
| ------------------------------ | ------------------------------------------------------------------ | ------------------------------------------------------------------ | ------------------------------------------------------------------ | ------------------------------------------------------------------ | ------------------------------------------------------------------ | ------------------------------------------------------------------ | ------------------------------------------------------------------ | ------------------------------------------------------------------ | ---------------------------------------------------------- |
| Motor:                         | 6-cyl V-motor                                                      | 6-cyl V-motor                                                      | 6-cyl V-motor turbodiesel                                          | 6-cyl V-motor med kompressor                                       | 6-cyl V-motor med turbo                                            | 6-cyl V-motor med turbo                                            | 8-cyl V-motor                                                      | 8-cyl V-motor med turbo                                            |                                                            |
| Cylindervolym:                 | 3605 cm³                                                           | 3605 cm³                                                           | 2967 cm³                                                           | 2995 cm³                                                           | 2997 cm³                                                           | 2997 cm³                                                           | 4806 cm³                                                           | 4806 cm³                                                           |                                                            |
| Borrning x slaglängd:          | 89,0 x 96,4 mm                                                     | 89,0 x 96,4 mm                                                     |                                                                    |                                                                    |                                                                    |                                                                    | 96,0 x 83,0 mm                                                     | 96,0 x 83,0 mm                                                     |                                                            |
| Max effekt vid varvtal:        | 310 hk vid 6 200 v/min                                             | 310 hk vid 6 200 v/min                                             | 250 hk vid 3 800 v/min                                             | 333 hk vid 5 500 v/min                                             | 420 hk vid 6 500 v/min                                             | 420 hk vid 6 500 v/min                                             | 440 hk vid 6 700 v/min                                             | 520 hk vid 6 000 v/min                                             |                                                            |
| Max vridmoment vid varvtal:    | 400 Nm vid 3 750 v/min                                             | 400 Nm vid 3 750 v/min                                             | 550 Nm vid 1750-2750 v/min                                         | 590 Nm vid 1250-4000 v/min                                         | 520 Nm vid 1750-5000 v/min                                         | 520 Nm vid 1750-5000 v/min                                         | 520 Nm vid 3 500 v/min                                             | 700 Nm vid 2250-4500 v/min                                         |                                                            |
| Ventilstyrning:                | Dubbla överliggande kamaxlar per cylinderrad, variabla ventiltider | Dubbla överliggande kamaxlar per cylinderrad, variabla ventiltider | Dubbla överliggande kamaxlar per cylinderrad, variabla ventiltider | Dubbla överliggande kamaxlar per cylinderrad, variabla ventiltider | Dubbla överliggande kamaxlar per cylinderrad, variabla ventiltider | Dubbla överliggande kamaxlar per cylinderrad, variabla ventiltider | Dubbla överliggande kamaxlar per cylinderrad, variabla ventiltider | Dubbla överliggande kamaxlar per cylinderrad, variabla ventiltider |                                                            |
| Kylning:                       | Vätskekylning                                                      | Vätskekylning                                                      | Vätskekylning                                                      | Vätskekylning                                                      | Vätskekylning                                                      | Vätskekylning                                                      | Vätskekylning                                                      | Vätskekylning                                                      |                                                            |
| Hybridsystem:                  | -                                                                  | -                                                                  | -                                                                  | Elmotor på 71 kW                                                   | -                                                                  | -                                                                  | -                                                                  | -                                                                  |                                                            |
| Kraftöverföring:               | 7-växlad växellåda med dubbelkoppling (PDK) , bakhjulsdrift        | 7-växlad växellåda med dubbelkoppling (PDK), fyrhjulsdrift         | 8-stegad automatlåda (Tiptronic S), bakhjulsdrift                  | 8-stegad automatlåda (Tiptronic S), bakhjulsdrift                  | 7-växlad växellåda med dubbelkoppling (PDK) , bakhjulsdrift        | 7-växlad växellåda med dubbelkoppling (PDK), fyrhjulsdrift         | 7-växlad växellåda med dubbelkoppling (PDK), fyrhjulsdrift         | 7-växlad växellåda med dubbelkoppling (PDK), fyrhjulsdrift         | 7-växlad växellåda med dubbelkoppling (PDK), fyrhjulsdrift |
| Bromsar:                       | Ventilerade skivbromsar, ABS                                       | Ventilerade skivbromsar, ABS                                       | Ventilerade skivbromsar, ABS                                       | Ventilerade skivbromsar, ABS                                       | Ventilerade skivbromsar, ABS                                       | Ventilerade skivbromsar, ABS                                       | Ventilerade skivbromsar, ABS                                       | Ventilerade skivbromsar, ABS                                       |                                                            |
| Hjulupphängning fram:          | Dubbla tvärlänkar                                                  | Dubbla tvärlänkar                                                  | Dubbla tvärlänkar                                                  | Dubbla tvärlänkar                                                  | Dubbla tvärlänkar                                                  | Dubbla tvärlänkar                                                  | Dubbla tvärlänkar                                                  | Dubbla tvärlänkar                                                  |                                                            |
| Hjulupphängning bak:           | Multilänkaxel                                                      | Multilänkaxel                                                      | Multilänkaxel                                                      | Multilänkaxel                                                      | Multilänkaxel                                                      | Multilänkaxel                                                      | Multilänkaxel                                                      | Multilänkaxel                                                      |                                                            |
| Kaross:                        | Självbärande kaross                                                | Självbärande kaross                                                | Självbärande kaross                                                | Självbärande kaross                                                | Självbärande kaross                                                | Självbärande kaross                                                | Självbärande kaross                                                | Självbärande kaross                                                |                                                            |
| Hjulbas:                       | 2900 mm / 3070 mm (Executive)                                      | 2900 mm / 3070 mm (Executive)                                      | 2900 mm / 3070 mm (Executive)                                      | 2900 mm / 3070 mm (Executive)                                      | 2900 mm / 3070 mm (Executive)                                      | 2900 mm / 3070 mm (Executive)                                      | 2900 mm / 3070 mm (Executive)                                      | 2900 mm / 3070 mm (Executive)                                      |                                                            |
| Längd x bredd x höjd:          | 5015 x 1931 x 1418 mm / 5165 x 1931 x 1425 mm (Executive)          | 5015 x 1931 x 1418 mm / 5165 x 1931 x 1425 mm (Executive)          | 5015 x 1931 x 1418 mm / 5165 x 1931 x 1425 mm (Executive)          | 5015 x 1931 x 1418 mm / 5165 x 1931 x 1425 mm (Executive)          | 5015 x 1931 x 1418 mm / 5165 x 1931 x 1425 mm (Executive)          | 5015 x 1931 x 1418 mm / 5165 x 1931 x 1425 mm (Executive)          | 5015 x 1931 x 1418 mm / 5165 x 1931 x 1425 mm (Executive)          | 5015 x 1931 x 1418 mm / 5165 x 1931 x 1425 mm (Executive)          |                                                            |
| Fälgar, däck:                  |                                                                    |                                                                    |                                                                    |                                                                    |                                                                    |                                                                    |                                                                    |                                                                    |                                                            |
| Tomvikt:                       | 1770 kg                                                            | 1820 kg                                                            | 1880 kg                                                            | 2095 kg                                                            | 1810 kg                                                            | 1870 kg                                                            | 1925 kg                                                            | 1970 kg                                                            |                                                            |
| Topphastighet:                 | 259 km/h                                                           | 257 km/h                                                           | 244 km/h                                                           | 270 km/h                                                           | 287 km/h                                                           | 286 km/h                                                           | 288 km/h                                                           | 305 km/h                                                           |                                                            |
| Acceleration 0 - 100 km/h:     | 6,3 s                                                              | 6,1 s                                                              | 6,8 s                                                              | 5,5 s                                                              | 5,1 s                                                              | 4,8 s                                                              | 4,4 s                                                              | 4,1 s                                                              |                                                            |
| Bränsleförbrukning per 100 km: | 8,4 l                                                              | 8,7 l                                                              | 6,3 l                                                              | 3,1 l                                                              | 8,7 l                                                              | 8,9 l                                                              | 10,7 l                                                             | 10,2 l                                                             |                                                            |